# دانشکده پلیس ۵
«دانشکده پلیس ۵: مأموریت میامی بیچ» (انگلیسی: Police Academy 5: Assignment Miami Beach) یک فیلم کمدی به کارگردانی «الن مایرسون» است که در سال ۱۹۸۸ منتشر شد.

## بازیگران
- مایکل وینسلو
- دیوید گراف
- بابا اسمیت
- ماریون رمزی
- لزلی ایستربروک
- مت مک‌کوی
- تب ثکر
- جرج گینز
- جرج ویلیام بیلی
- لنس کینسی
- جورج آر. رابرتسون
- جنت جونز
- رنه اوبرجونیس
- اسکات وینگر
- آرچی هان
- کریستین رورینگ